# Katak

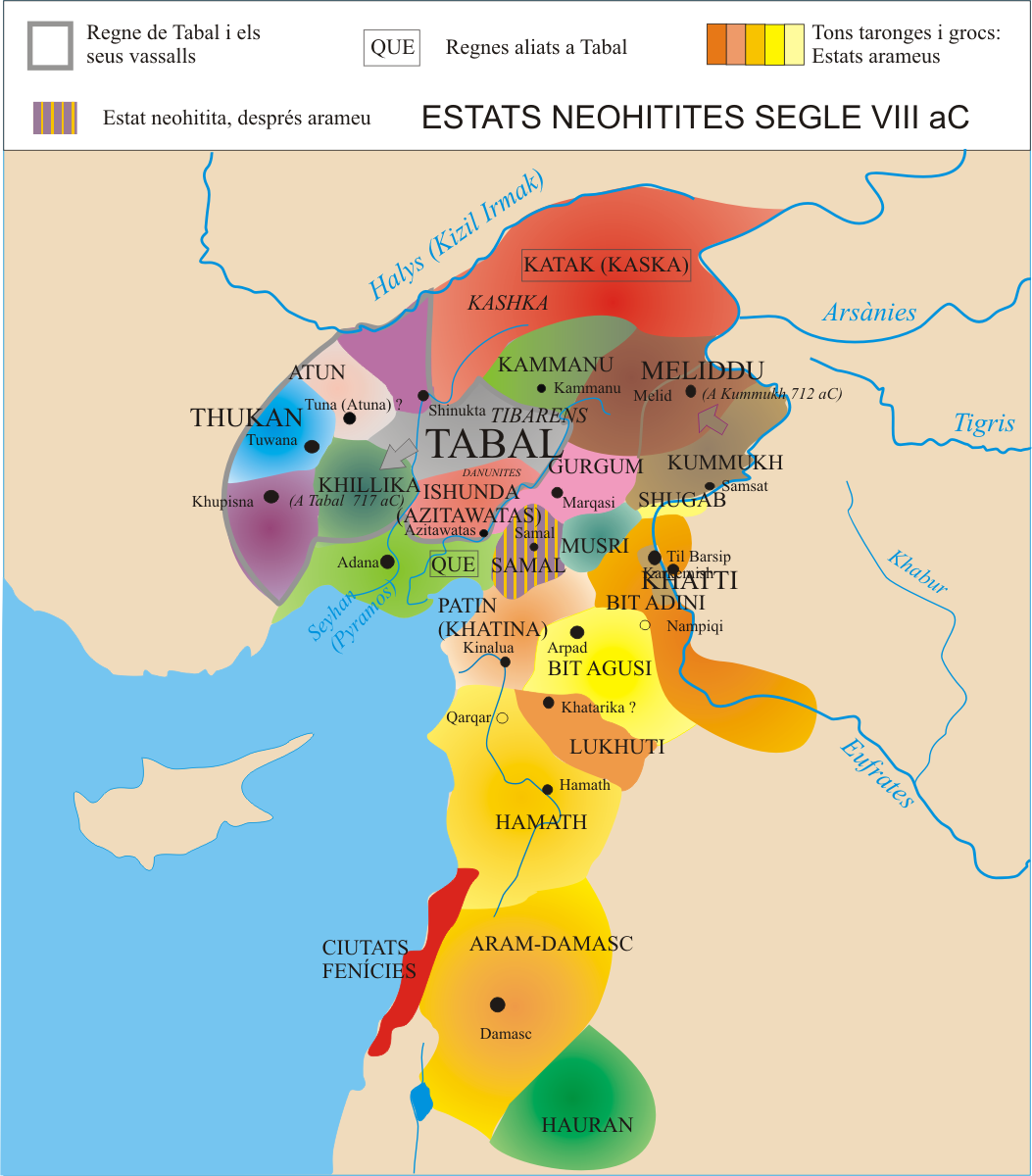
Tabal i estats veïns al segle VIII aC

Katak o Kasku va ser un poderós estat arameu situat en algun lloc de Cilícia que podria estar al nord o nord-oest de Malatya. Sembla que era veí d'Arpad.
A la meitat del segle viii aC Ashurnirari V d'Assíria va fer una expedició a Arpad i va obligar el rei Mati-ilu (Matiel) de Bit Agusi (Arpad) a pagar tribut; l'amenaça assíria i la frígia (els frigis s'acostaven a les muntanyes del Taure), van aconsellar al rei arameu a buscar aliats i el més proper era Barga'ia del país de Kasku, o en arameu Katak. L'aliança no era prou forta, i poc després, seguint a Melid, Matiel va fer jurament de fidelitat a Sarduri II d'Urartu. La guerra civil a Assíria des de 747 aC el va afavorir. Barga'ia i el regne de Katak ja no tornen a aparèixer. El 740 aC es va rendir Arpad als assiris. Tropes assíries van creuar Kummukhi i el rei de Gurgum, Tarkhularas, Dadilu de Kask (probablement Kaska/Katak) i el de Meliddu, Samulal, van pagar tribut.